# 依米氨酯
依米氨酯（英语：Emylcamate），由默克药厂以商品名Striatran销售，是一种抗焦虑药和肌肉松弛剂。它于1961年在美国获得专利（美国专利 2,972,564），并宣传用于治疗焦虑和紧张。据称它优于当时的市场领导者甲丙氨酯。它目前已不再被开为处方药。
1959年对该药物对小鼠的影响进行了一项研究。得出的结论是，在50mg/kg的情况下，依米氨酯使运动活动减少了63%，而甲丙氨酯则减少了32%，有效效力翻了一番。还建立了小鼠的治疗指数：
| 甲丙氨酯 | 依米氨酯 | 效果         |
| -------- | -------- | ------------ |
| 175      | 123      | ED50 (mg/kg) |
| 600      | 550      | LD50 (mg/kg) |
| 3.4      | 4.4      | 治疗指数     |

依米氨酯也比甲丙氨酯具有更快的肠胃内起效，前者为为3分钟而后者为35分钟。

## 延伸阅读
- Shorter E.  [Looking back: a new possible path for drug discovery in psychopharmacology.]. Revista de Psiquiatria do Rio Grande do Sul. August 2004, 26 (2): 196–203. doi:10.1590/S0101-81082004000200009  （葡萄牙语）.